# Roti canai
Le roti canai (prononcé tʃanai et non kanai) ou roti prata est un plat de la cuisine indienne-malaisienne. C'est une spécialité malaisienne très prisée tant le matin qu'au dîner. Il ressemble à une crêpe. Il est servi accompagné d'une coupelle de sauce, généralement au curry.

## Étymologie
Roti signifie « pain » en sanskrit et dans la plupart des autres langues indiennes. L'origine de canai a été suggérée de différentes manières : on a prétendu que canai faisait référence à Chennai (le pain peut être écrit roti chennai), la ville indienne anciennement connue sous le nom de Madras,. ou à channa, un plat du nord de l'Inde composé de pois chiches bouillis dans une sauce épicée, avec lequel ce type de pain était traditionnellement servi. Le Oxford English Dictionary, cependant, affirme qu'il vient du mot malais canai, qui signifie « rouler (la pâte) finement ».
Dans le sud de la Malaisie et à Singapour, le plat est connu sous le nom de roti prata, similaire au paratha ou parotta indien. Le mot hindi paratha signifie « plat, ».

## Ailleurs dans le monde
On trouve des mets culinaires similaires dans le monde comme le msemmen, meloui ou rghaïef (rghaïf) du Maghreb, le paratha en Inde et le gözleme en Turquie.